# 德克萨斯州州道
得克萨斯州州道（英語：Texas State Highways）是得克萨斯州境内由得克萨斯州运输部建设和维护的州级公路。